# Ян Єнштейн
Ян Єнштейн (*27 грудня 1347 або 1350 — †17 червня 1400) — чеський політичний та церковний діяч, архієпископ Празький у 1379–1396 роках, поет, письменник.

## Життєпис

### Молоді роки
Походив із впливової родини Єнштейнів. Син Павла Єнштейна, королівського нотаріуса. Отримав гарну освіту. Спочатку студіював у єпископа Яна IX Літомишлянського. Згодом вивчав науки у Празі. після цього займався богослів'ям в університетах Болон'ї та Падуї. Вслід за цим проходив науки в університеті Монпельє та Сорбонні. Тут готувався стати професором, коли у 1373 році був викликаний до Праги своїм дядьком Яном Очко-Влашимом, архієпископом Празьким. Завдяки підтримці останнього Ян Єнштейн стає королівським канцлером при співволодарі Карла IV у Богемії — Вацлаві.

### Кар'єра
Єнштейн затоваришував з молодим спадкоємцем трону Вацлавом та усією родиною Люксембургів. Водночас Янові продовжував допомагати батько. Ян Єнштейн вирішив зробити церковну кар'єру. У 1375 році він стає єпископом Мейсенським, а 19 березня 1379 року — архієпископом Празьким. Водночас отримує посаду верховного канцлера Богемії.
У 1380 році Єнштейн перехворів якоюсь, хворобою, що позначилося на його внутрішньому стані. Він став прихильником течії, так званої «нової побожності» (devolto moderna), яка полягала у необхідності віднайти найближчий зв'язок між Богом та особою. У зв'язку з цим вирішив вести суворе аскетичне життя. Починає скликати синоди, щоб покласти край моральній розбещеності духівництва. Така нова позиція Єнштейна протирічала стану справ при королівському дворі. Тому архієпископ Празький виступив з критикою моралі короля Вацлава IV. Водночас вступив у суперечку з останнім щодо збереження самостійності церкви, її прав та привілеїв усередині королівства Богемія. також відстоював право селян на спадковість своєї землі, що й запровадив у своїх маєтках. Під час протистояння Ян Єнштейн почав підбурювати магнатів проти короля. Боротьба поміж архієпископом та королем сягнула апогею у 1384 році. Спалахують численні майнові конфлікти. Внаслідок чого Вацлав IV позбавляє Ян Єнштейна посади верховного канцлера.
Після цього король почав робити спроби з тим, щоб позбавити Єнштейна архієпископства Празького. Боротьба з новою силою спалахнула у 1393 році, коли король забажав створити нове єпископство за рахунок Кладорубського абатства. Архієпископ Празький виступив проти нової фундації. Тоді ж Єнштейн призначив нового очільника цього абатства без згоди із Вацлавом IV. У відповідь король ув'язнив речників архієпископа, зокрема генерального вікарія Яна Непомука. Втім тоді ж папа римським Боніфацій IX потребував допомоги богемського короля у німецьких справах. Тому не дотримав свого прелата. Ян Єнштейн у 1396 році вимушений був виїхати до Риму. Тут 2 липня цього ж року склав свої повноваження, висвятивши на архієпископа Празького свого небожа Олбрама Шкворка.
Назваєм Ян Єнштейн отримав у 1397 році титул латинського патріарха Олександрійського. З цього моменту він не залишав Риму, зважаючи на те, що його майно у Богемії було конфісковано королем. Сконав Ян Єнштейн 17 червня 1400 року.

## Творчість
Був непересічною творчою та культурною особистістю свого часу. Також відомим меценатом. На його кошти відновлювалися старовинні замки та церкви.
Полюбляв складання музичних творів різного штибу. До 1380 року у нього були численні музичні композиції до танців, після посилення в Єнштейн релігійності став створювати лише релігійну музику, зокрема літургії.
Окрім того писав релігійні та філософські праці, трактати, складав вірші, поеми.
Твори:
- Tractatus de potestate clavium
- De veritate Urbani
- Liber considerationis
- Liber dialogorum
- Contra Adalbertum
- Miracula beatae Mariae visitationis
- De bono mortis
- Acta in curia Romana
- Libellus quod nemo laeditur nisi a se ipso
- Libellus de fuga saeculi
- Libellus apologorum